# Tōshōdai-ji

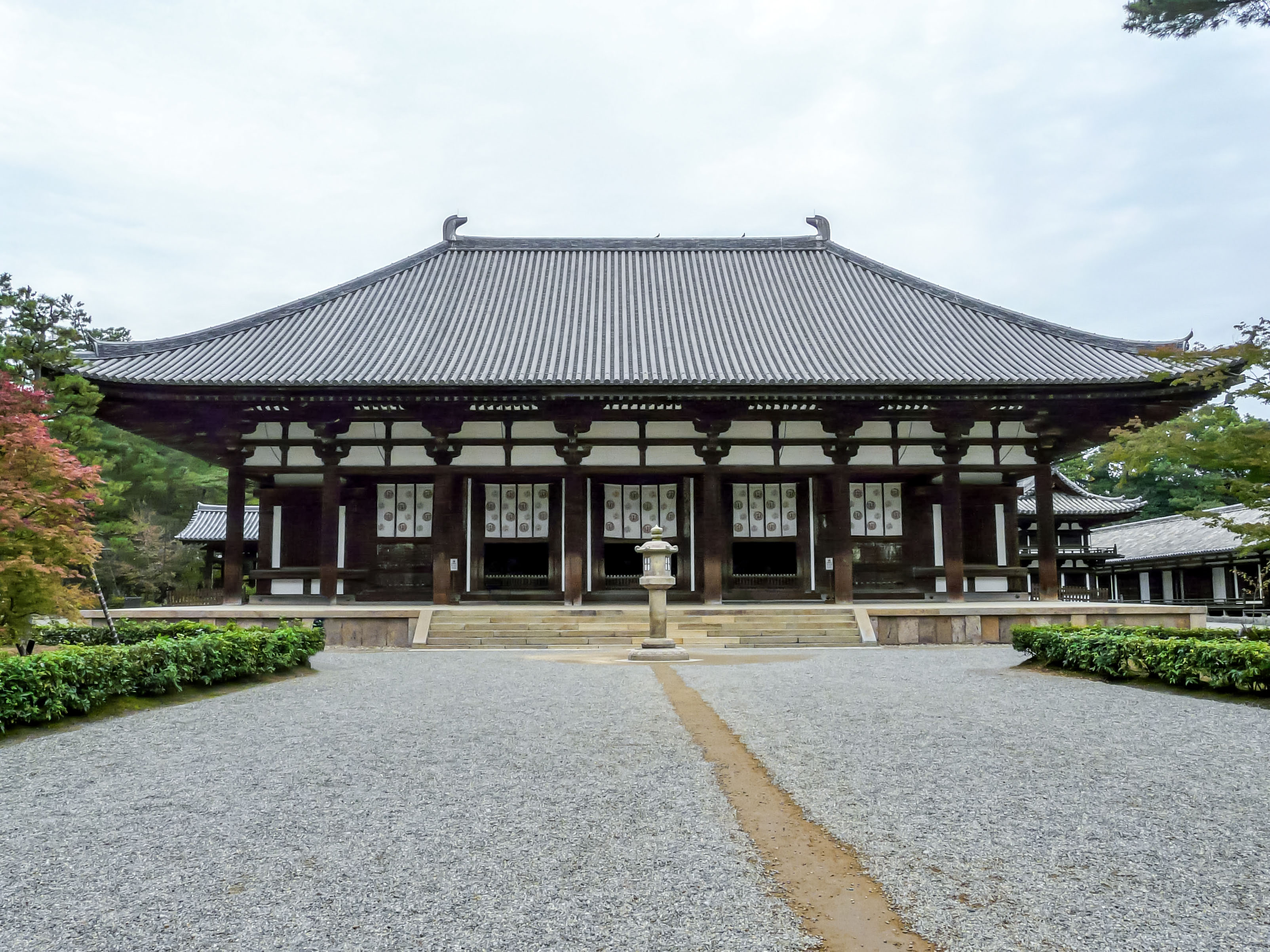
Die Haupthalle des Tōshōdai-ji

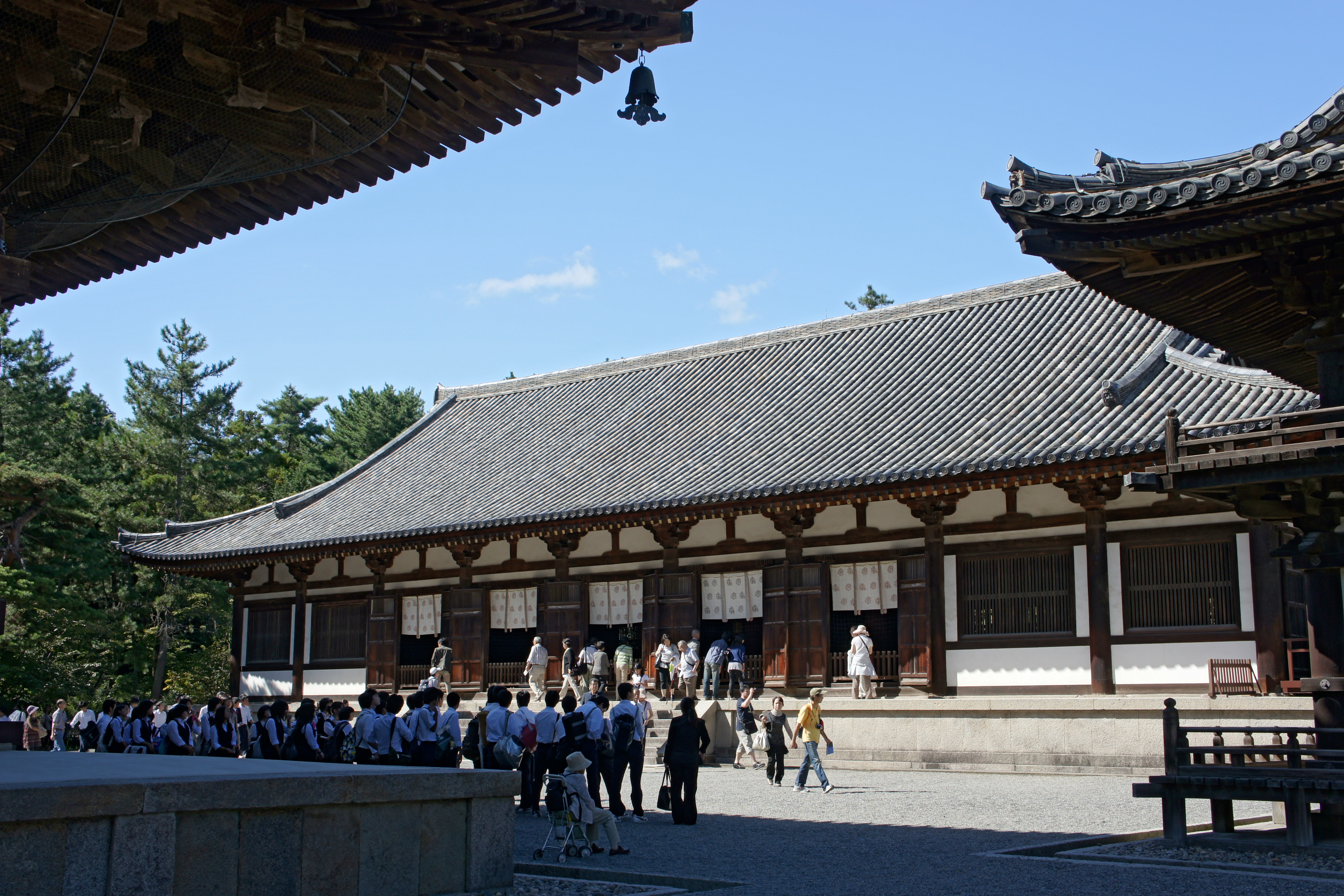
Die Vorlesungshalle des Tōshōdai-ji

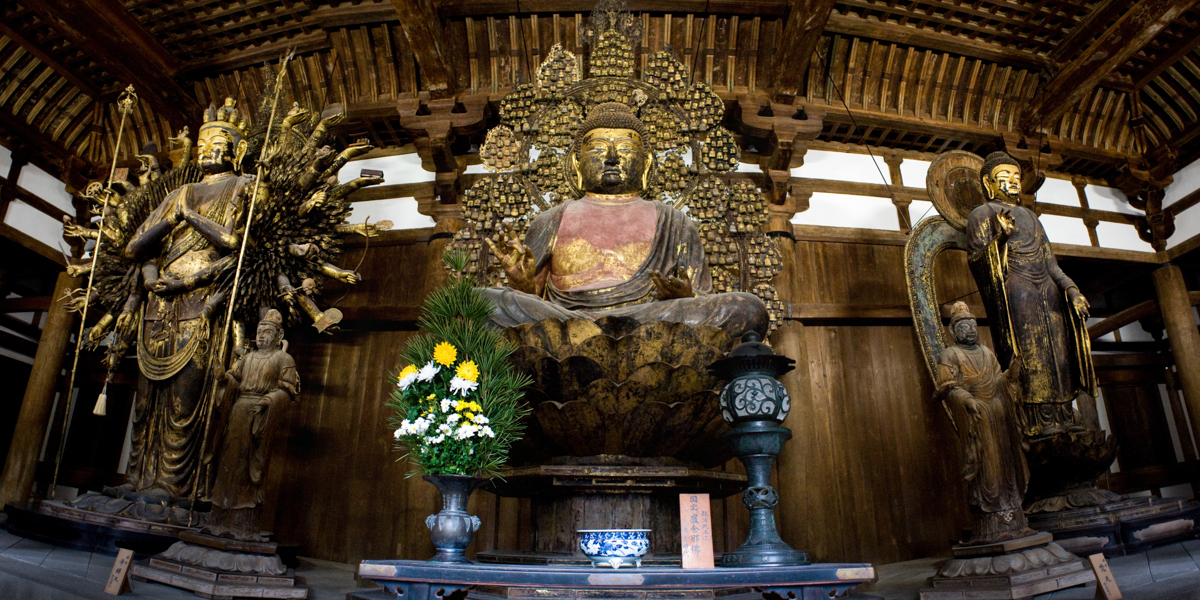
Das Innere der Haupthalle (kondō)

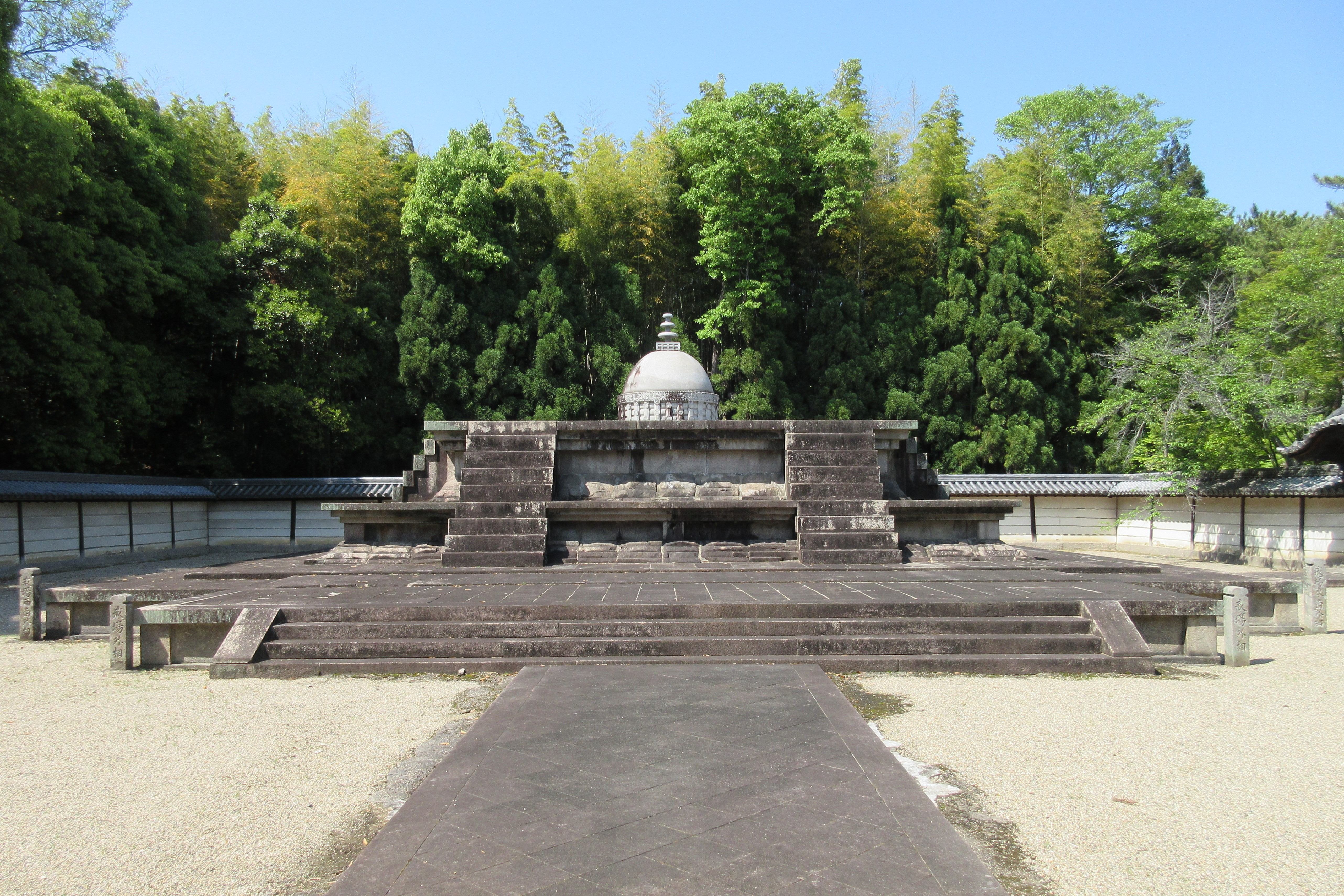
Ordinationsplattform (kaidan)

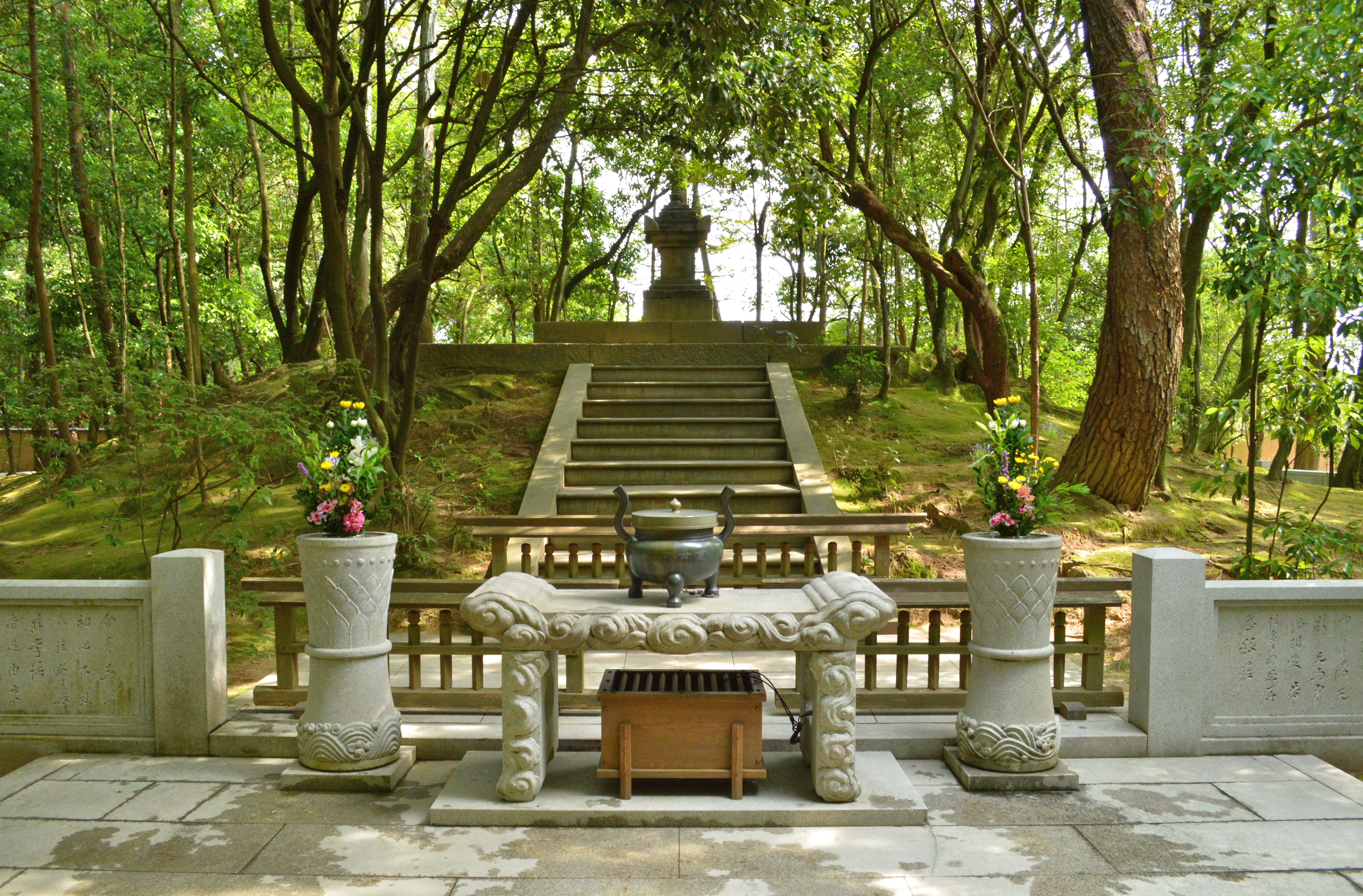
Ganjins Grab

Der Tōshōdai-Tempel (Tōshōdai-ji, japanisch 唐招提寺) ist ein buddhistischer Tempel in Nara, Japan. Er wurde im Jahr 759 von dem nach Japan übergesiedelten chinesischen Mönch Jianzhen (jap. Ganjin) begründet, der auf dem Gelände begraben wurde. Der Tōshōdai-ji ist der Haupttempel der Ritsu-Schule. Seine Architektur gilt als klassisches Beispiel für die Baukunst der Tempyō-Ära (天平, 729–740).
Die Haupthalle (kondō) wurde nach Ganjins Tod, vermutlich im Jahr 781, errichtet. Von 2000 bis 2009/2010 wurden Renovierungsarbeiten an ihr durchgeführt. Hier wird in der Mitte der Plattform eine als Nationalschatz eingestufte, 304,5 cm hohe Sitzfigur eine Rushana Buddha (kosmischer Buddha, Sanskrit: Vairocana) aufbewahrt, dieses Hauptkultbild (Honzon) ist Nara-zeitlich und stammt aus dem 8. Jh. Die Aureole der Figur ist 515 cm hoch und ist mit 862 kleinen Buddhas verziert. Ebenfalls im Kondō steht links der Mitte eine tausendarmige Kannon (Sanskrit: Avalokiteshvara) als Standfigur von 535,7 cm Höhe. Sie ist Nara-zeitlich und stammt aus dem 8. Jh. Auch sie ist ein Nationalschatz; sie steht auf der linken Seite des Hauptkultbildes. Um die 1000 Arme unterzubringen, wird in 42 große Arme und 911 kleine Arme unterschieden, womit immerhin 953 Arme erreicht werden. Eine dritte als Nationalschatz klassifizierte Figur im Kondō befindet sich rechts der Mitte; das ist eine 369,7 cm hohe Standfigur eines Yakushi Nyorai (Medizin-Buddha, heilender Buddha), die 796-815 hergestellt wurde und damit früh Heian-zeitlich ist. Diese Figur steht rechts des Hauptkultbildes. Die Datierung in die frühe Heian-Zeit ergab sich aus dem Fund dreier alter Münzen in der linken Handfläche, die anlässlich einer Reparatur im Jahre 1972 gefunden wurden. Im Kondō stehen ferner zwei als Nationalschatz gelistete Götterstandfiguren aus bemaltem Holz, einmal Bonten mit 186,2 cm Höhe und einmal Taishakuten mit 188,8 cm Höhe. Beide Figuren stammen aus der zweiten Hälfte des 8. Jh. und sind Nara-zeitlich. Diese beiden Figuren stehen in den beiden vorderen Lücken zwischen den drei großen Figuren. Das äußerst hochwertige Figuren-Ensemble des Kondo wird ergänzt durch die ebenfalls als Nationalschatz eingestuften vier Himmelskönige.
Die Lehrhalle (kōdō) stammt aus dem kaiserlichen Palast Naras (Heijō-kyū) und ist das letzte erhaltene originale Bauwerk aus dem Palast. Es diente damals als Verwaltungsgebäude (Higashi Chōshūden) und kam als Spende an den Tempel. Das Gebäude wurde umgebaut, um einen großen Raum zu schaffen. Dabei wurde das Kirizuma-Dach durch das heutige Irimoya-Dach ersetzt, außerdem bekam das Gebäude mehr Türen.
Das auf einer steinernen Plattform errichtete Holzgebäude mit weiß verputzten Wänden wurde 763 erbaut und ist damit Nara-zeitlich. Das heutige Erscheinungsbild der Halle ist weitgehend auf Umbauten in der Kamakura-Zeit um 1275 zurückzuführen. Auf der Südfront öffnen sich die mittleren fünf Kompartimente mit doppelflügeligen Türen zum kleinen Platz hin. Die je zwei Seiten-Kompartimente besitzen Renji-mado-Fenster. Die Lehrhalle ist ebenfalls als Nationalschatz klassifiziert. Auch diese Halle hat in neuerer Zeit eine zehn Jahre dauernde Restaurierung erfahren, während der sie komplett auseinandergenommen und neu zusammengesetzt wurde. Im Inneren befinden sich mehrere künstlerisch hochwertige buddhistische Statuen auf einer relativ kleinen, mit einem Baldachin überdachten Plattform, darunter als Hauptkultbild (Honzon) die sitzende, Kamakura-zeitliche Statue von Buddha Maitreya aus vergoldetem Holz mit großer Aureole, 284 cm hoch, wichtiges Kulturgut, die hölzerne Statue von Jikokuten (Nationalschatz, Nara-Zeit, 8. Jh.) und die hölzerne Statue von Zochoten (Nationalschatz, Nara-zeitlich). Das beiderseits seitlich vor dem Honzon aufgestellte kleinere Figurenpaar (Sanskrit: Dhrtarastra und Virudhaka) wird auch als Ni-tennō bezeichnet. Die Figuren sind 131,0 cm (Jikokuten) und 130,2 cm (Zochoten) hoch. Bis zum Bau des Museums waren hier noch viel mehr Statuen aufgestellt.
In der Gründerhalle (mieidō) befindet sich eine hölzerne Statue des sitzenden Ganjin, die einmal im Jahr vom 5. bis 7. Juni für Besucher öffentlich zugänglich gemacht wird. Im Kaisandō wird eine moderne Replik ausgestellt, die nach alter Technik hergestellt wurde.
1998 wurde der Tempel als UNESCO-Weltkulturerbe registriert.

## Kunstschätze des Tempels
Zu den Nationalschätzen Japans gehören:
- Goldene Halle (Kondō)
- Lehrhalle (Kōdō)
- Trommelturm (Kōrō)
- Sutrenspeicher (Kyōzō) im Azekura-Stil
- Schatzhaus (Hōzō) im Azekura-Stil
- Sitzfigur eines Rushana Buddha (Buddha des Universums, Rushana-butsu zazō), in der Halle Kondō
- Standfigur einer tausendarmigen Kannon, in der Halle Kondō
- Standfigur eines Yakushi Nyorai (heilender Buddha, Mokushin kanshitsu yakushi nyorai ryūzō), in der Halle Kondō
- Bonten (Mokuzō bonten ryūzō), in der Halle Kondō
- Taishakuten (Mokuzō taishakuten ryūzō), in der Halle Kondō
- vier Himmelskönige (Mokuzō shitennō ryūzō), in der Halle Kondō
- hölzerne Statue von Jikokuten, in der Lehrhalle Kōdō
- hölzerne Statue von Zochoten, in der Lehrhalle Kōdō
- Sitzfigur des Priesters Ganjin (Jianzhen) aus dem Jahr 763 (Kanshitsu ganjin wajo zazō), erst im Kaisandō, dann im Mieidō und dann im Museum
- Yakushi Nyorai (Mokuzō yakushi nyorai ryūzō), im Museum
- Fukūkensaku-kannon mit drei Augen und vier Armen, im Museum
- Shishiku Bosatsu (Mokuzō-den shishiku bosatsu ryūzō), im Museum
- Daijizaio Bosatsu (Mokuzō-den daijizaio bosatsu ryūzō)
- Kinki shari-tō, ein goldenes Reliquiar in Pagodenform, mit gläsernem Reliquienbehälter und mit Tuch, einst im Trommelturm Kōrō
- ein Shibi aus der Nara-Zeit, einst auf der Westseite des Dachfirstes des Kondō befestigt, der älteste seiner Art in ganz Japan, im Museum

Zu den wichtigen Kulturgütern gehören unter anderem:
- Higashi-muro und Raidō
- Edo-zeitlicher Mieidō, ursprünglich aus dem Ichijo-in, einem nicht mehr existenten Zweigtempel aus dem Umfeld des Kōfuku-ji
- sitzende Statue von Buddha Maitreya (Maitreya Tathagata, Miroku-nyorai-zazō), in der Lehrhalle Kōdō
- eine hölzerne Statue von Shaka Nyorai (Buddha Shakyamuni, Shaka-nyorai-ryūzō), im Raidō
- Shuho-o Bosatsu (Mokuzo-den shuho-o bosatsu ryūzō), im Museum
- Sitzfigur eines Dainichi Nyorai, ehemals im Kondō, im Museum
- der Tōshōdaiji-Torso (Tōshōdaiji no torusō), Trockenlacktechnik, im Museum
- eine Muromachi-zeitliche Sitzfigur des Kakujō Shōnin verehrt (Kakujō-shōnin zazō), im Chukodō
- ein Reliquienbehälter (Nyorai-shari-sanzen-ryū) aus dem 13. Jh. in Form einer aufgehenden Lotusknospe mit aufgesetztem filigranen Juwel, im Raidō
- eine in Zypressenholz geschnittene Kalligraphie, einst entweder im Kondō oder am Haupttor; die Kalligraphie mit halbkursiven Zeichen soll von Kaiser Koken entworfen worden sein; im Museum
- bemalte Schiebetüren und Wandmalereien vom Maler Higashiyama Kaii (1908–1999) im Mieidō

## Wichtige Feste & Ereignisse
- Am 19. Mai werden in der Fächerwurf-Zeremonie (Uchiwa-maki) runde Fächer Uchiwa in die Menge geworfen.
- Kaisan-ki (Zeremonie zum Todestag des Gründers)
- Im Juli blühen die Lotosblüten.
- Im September blüht der Buschklee.
- Im September traditionelles Vollmond schauen

## Persönlichkeiten
- Shōji Senjō (象耳 泉奘, 1518–1588), vermutlich der ältere Bruder von Imagawa Yoshimoto. Er ging bereits als Kind in den Sennyū-Tempel (Sennyū-ji, 泉涌寺) in Kyōto (siehe Risshū), wo er zum Abt (chōrō) aufstieg. Später wechselte er zum Tōshōdai-Tempel, dem er ebenfalls als Abt vorstand. Außerdem hat er den Familientempel des Tsuitsuiklans (筒井氏), den Denkō-Tempel (Denkō-ji, 伝香寺), wieder aufgebaut.
- Ganjin, Gründer des Tempels in der Nara-Zeit
- Kakujō-shōnin (1193–1249), Wiederaufbau des Tempels in der Kamakura-Zeit
- Higashiyama Kaii, Maler